# Médiathèque Musicale Mahler
Médiathèque Musicale Mahler (česky Mahlerova hudební mediotéka) je veřejná knihovna, která se specializuje na literaturu a další dokumenty o hudbě 19. a 20. století. Sídlí v ulici Rue de Vézelay č. 11bis v 8. obvodu.

## Historie
Knihovnu založili v roce 1986 pod názvem Bibliothèque Gustav Mahler francouzský muzikolog a Mahlerův životopisec Henry-Louis de La Grange (* 1924) a hudební kritik a skladatel Maurice Fleuret (1932-1990), když veřejnosti zpřístupnili své soukromé knihovny a sbírky.
Knihovna se později přejmenovala na Centre de documentation musicale-Bibliothèque Gustav Mahler (Hudební dokumentační centrum – Knihovna Gustava Mahlera) a od roku 2002 používá dnešní název.

## Knihovní fond
Knihovní sbírky jsou pravidelně rozšiřovány a patří do nich rukopisy, partitury, dopisy a další originální dokumenty, tištěné hudebniny, knihy, časopisy, novinové články, hudební nahrávky (LP, kazety, CD) a další záznamy.